# مارتين روبر
مارتين روبر (بالإنجليزية: Martyn Roper)‏ هو دبلوماسي بريطاني، ولد في 8 يونيو 1965 في هاليفاكس في المملكة المتحدة.